# Estret de Tatària
L'Estret de Tatària o Golf de Tatària (rus: Татарский пролив, Tatarski proliv; japonès: 間宮海峡, Mamiya kaikyō; xinès: 韃靼海峽, Dádá hǎixiá) és un estret de l'oceà Pacífic que divideix l'illa russa de Sakhalín del continent asiàtic, connectant la mar d'Okhotsk al nord amb la mar del Japó al sud. Té entre 4 i 20 metres de fondària i 7,3 quilòmetres d'amplada en el seu punt més estret, i fa uns 900 quilòmetres de llargada.

## Història

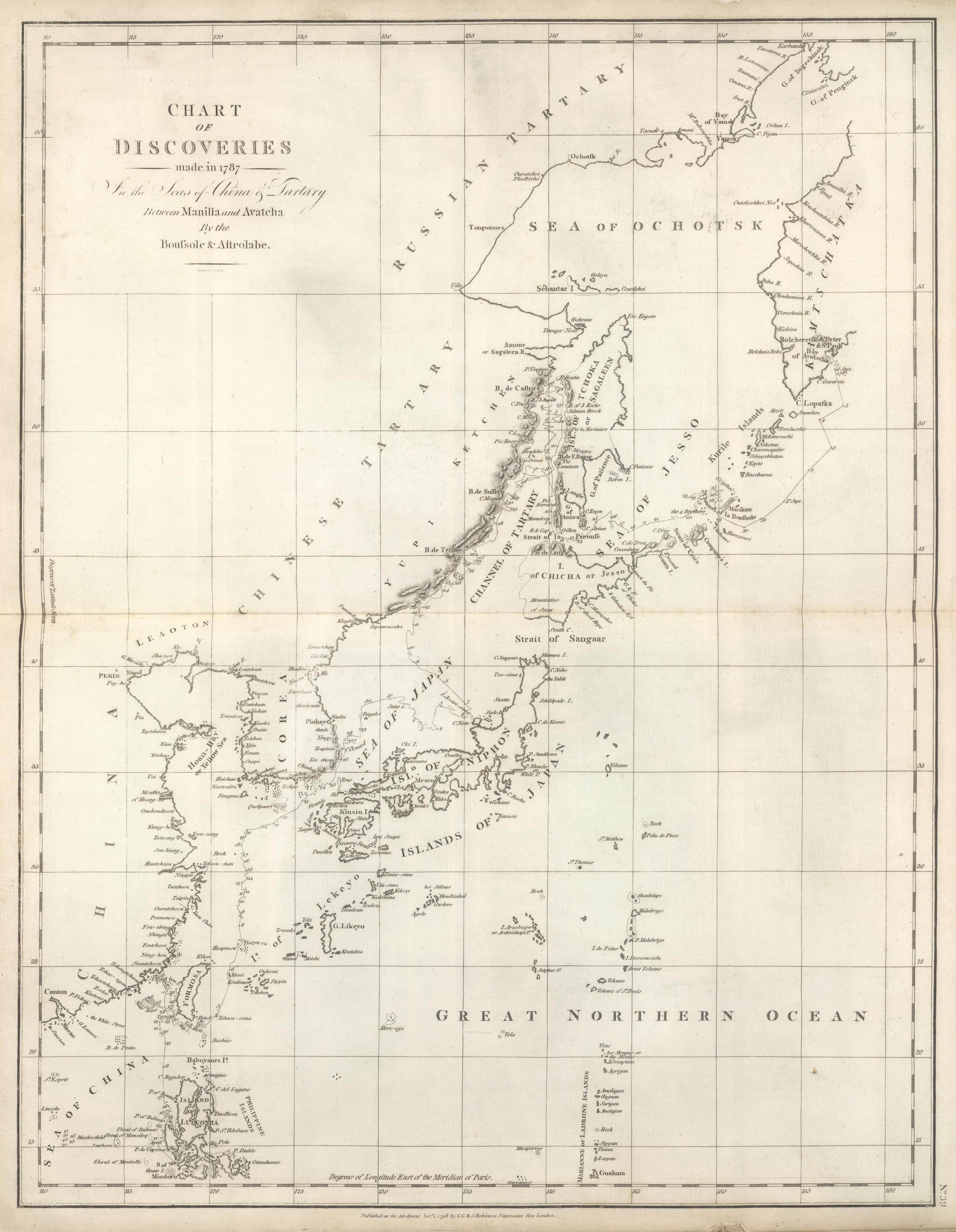
Les costes del "Canal de Tatària" van ser cartografiades per La Pérouse el 1787.

"Tatària" o "Tartària" és el nom antic usat pels europeus per a referir-se a una extensa regió que cobreix l'Àsia interior, l'Àsia central i Àsia del Nord. Aquest topònim deriva de l'etònim medieval "Tàtars".
L'estret tàtar era un trencaclosques per als exploradors europeus, ja que, quan hom s'hi apropava des del sud, la fondària cada vegada era més escassa i semblava el final d'una badia. El 1787, Jean-François de Galaup, comte de Lapérouse va decidir no arriscar-se i es va dirigir cap al sud, encara que els habitants de la zona li havien dit que Sakhalín era una illa. El 1797, William Robert Broughton també va decidir que era un golf i va tornar cap al sud. El 1805 Adam Johann von Krusenstern no va poder penetrar l'estret des del nord. El viatge de Mamiya Rinzō de 1808 era poc conegut pels europeus. Gennadi Nevelskoi va passar l'estret des del nord el 1848. Els russos van mantenir-ho en secret i van usar-ho per a evadir una flota britànica durant la Guerra de Crimea.
La part sud-est de l'estret de Tatària va ser el lloc d'un dels incidents més tensos de la Guerra Freda, quan l'1 de setembre de 1983, el vol 007 de Korean Airlines, que portava 269 persones, va ser abatut pels soviètics.

## Transport
Des del 1973 hi ha un transbordador ferroviari a través de l'estret que connecta el port de Vànino, al krai de Khabàrovsk, amb el de Kholmsk a Sakhalín.
Mirant el mapa sembla lògic pensar que l'estret de Tatària ha de ser la connexió habitual dels vaixells que van de la mar del Japó a la d'Okhotsk, però la seva poca profunditat fa que no sigui la ruta més habitual. La majoria de vaixells l'eviten fent la volta a Sakhalín per l'estret de La Pérouse, i només hi passen quan naveguen sense càrrega i el temps és bo.
Un gran projecte anunciat per Stalin quan governava la Unió Soviètica va ser la construcció d'un túnel de Sakhalín sota l'estret de Tatària que oferís connexió ferroviària o de carretera entre l'illa i el continent. Les obres es van abandonar després de la mort de Stalin, però recentment hi ha hagut crides de polítics russos tornant a proposar construir-hi un túnel o un pont.